# Kirchberg an der Iller
Kirchberg an der Iller è un comune tedesco di 2 196 abitanti situato nel land del Baden-Württemberg.